# Georgy Gambaro
Pour les articles homonymes, voir Gambaro.
Pas d'image ? Cliquez ici

a Compétitions nationales et continentales officielles uniquement.

Georgy Gambaro, né le 2 juillet 1998, est un joueur de rugby à XIII français évoluant aux postes d'ailier et centre
Formé à la MJC de Carcassonne, à 17 ans, il intègre l'académie des U19 Dragons Catalans pour parfaire sa formation. Par la suite, il obtient un contrat professionnel au sein des Dragons catalans dans l’équipe première ,qui évolue en super league (Championnat professionnel anglais de rugby à XIII).
En juillet 2018, Georgy part à l’aventure en Angleterre sous forme d’un prêt organisé par les Dragons dans le club de Barrow Raiders évoluant dans le championnat inférieur des Dragons catalans (Championship). Terminant la saison avec cette même équipe, il a réussi à s’imposer et réaliser de belles performances. 
Fin 2018, pour des raisons inconnues, ce jeune joueur ne poursuit pas l’aventure avec le club des Dragons catalans. Recruté par le club de Palau, il y jouera durant deux années Palau avant d'intégrer Carcassonne en 2020.

## Biographie
Georgy Gambaro découvre et le rugby à XIII à la MJC de Carcassonne avec laquelle il gravit tous les échelons. Il est sélectionné ensuite à l'académie des Dragons Catalans. Après des belles performances et des sélections en équipe de France Jeune, il obtient un contrat professionnel au sein de l’équipe première des dragons catalans. Durant cette période, il est victime d'une blessure aux lombaires l'éloignant des terrains et à son retour, il dispute dans le cadre d'un prêt des rencontres de Championship avec Barrow. N’ayant pas renouvelé son contrat par les Dragons Catalans, il se rabat sur le club de Palau où il joue deux saisons en première division du championnat français élite 1. En 2020, il rejoint Carcassonne.
En 2021, dans le cadre d'une rencontre de préparation des Dragons Catalans, il est sélectionné dans le XIII du Président réunissant les meilleurs éléments du Championnat de France.

## Palmarès
- Collectif : 
  - Vainqueur du Championnat de France : 2022 et 2024 (Carcassonne).
  - Vainqueur de la Coupe de France : 2023 (Carcassonne).
  - Finaliste du Championnat de France : 2021, 2023 et 2025 (Carcassonne).

### En club
| Saison    | Club                      | Compétition           | Matchs | Points | Essais | Goals | Drops |
| --------- | ------------------------- | --------------------- | ------ | ------ | ------ | ----- | ----- |
| 2017-2018 | Saint-Estève XIII Catalan | Championnat de France | 1      | 4      | 1      | -     | -     |
| 2017-2018 | Barrow Raiders            | Championship          | 10     | 20     | 5      | -     | -     |
| 2018-2019 | Palau                     | Championnat de France | 9      | 40     | 10     | -     | -     |
| 2019-2020 | Palau                     | Championnat de France | 11     | 48     | 12     | -     | -     |
| 2020-2021 | Carcassonne               | Championnat de France | 14     | 72     | 18     | -     | -     |